# ST Wolfslake

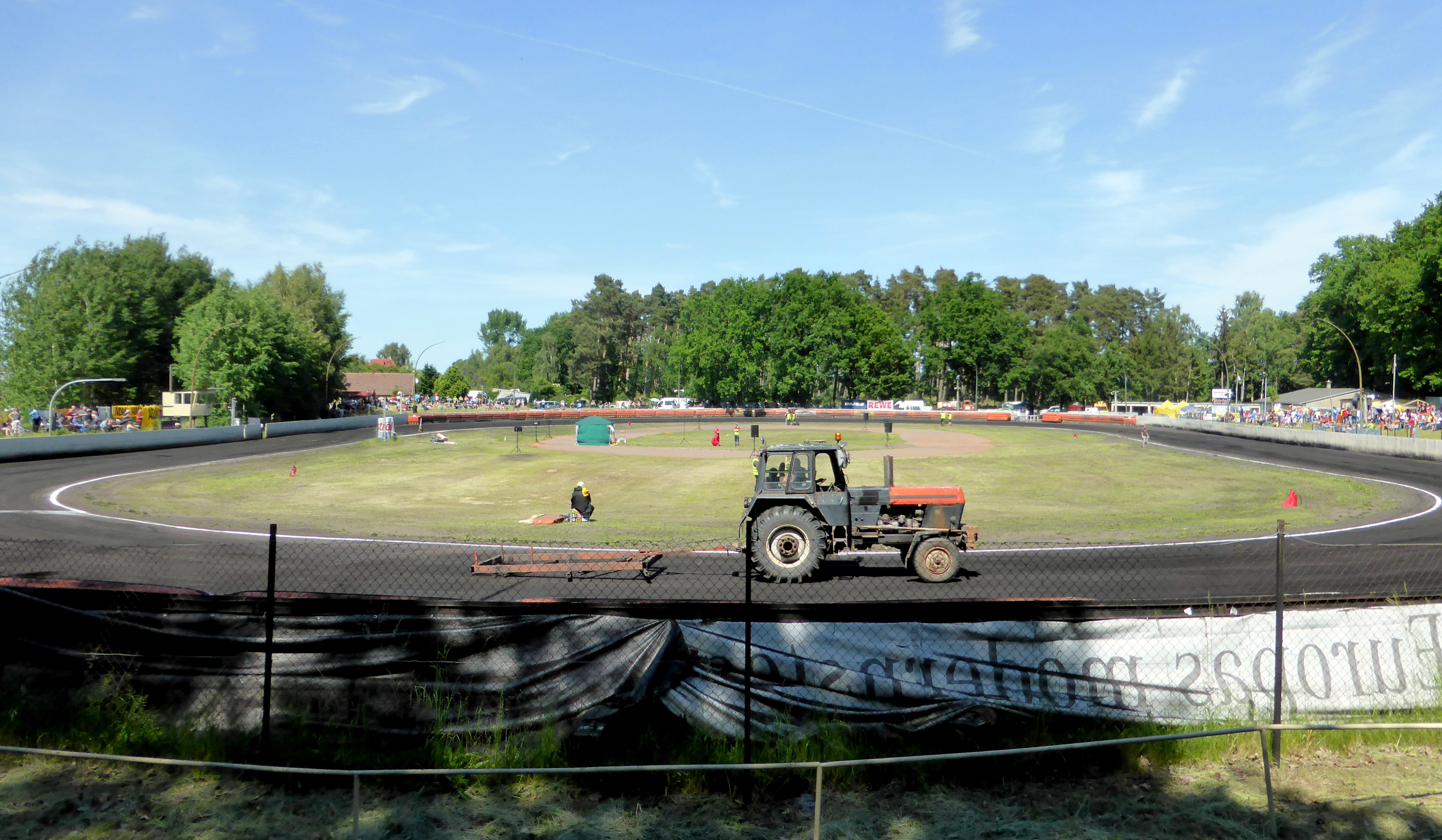
Eichenring Wolfslake

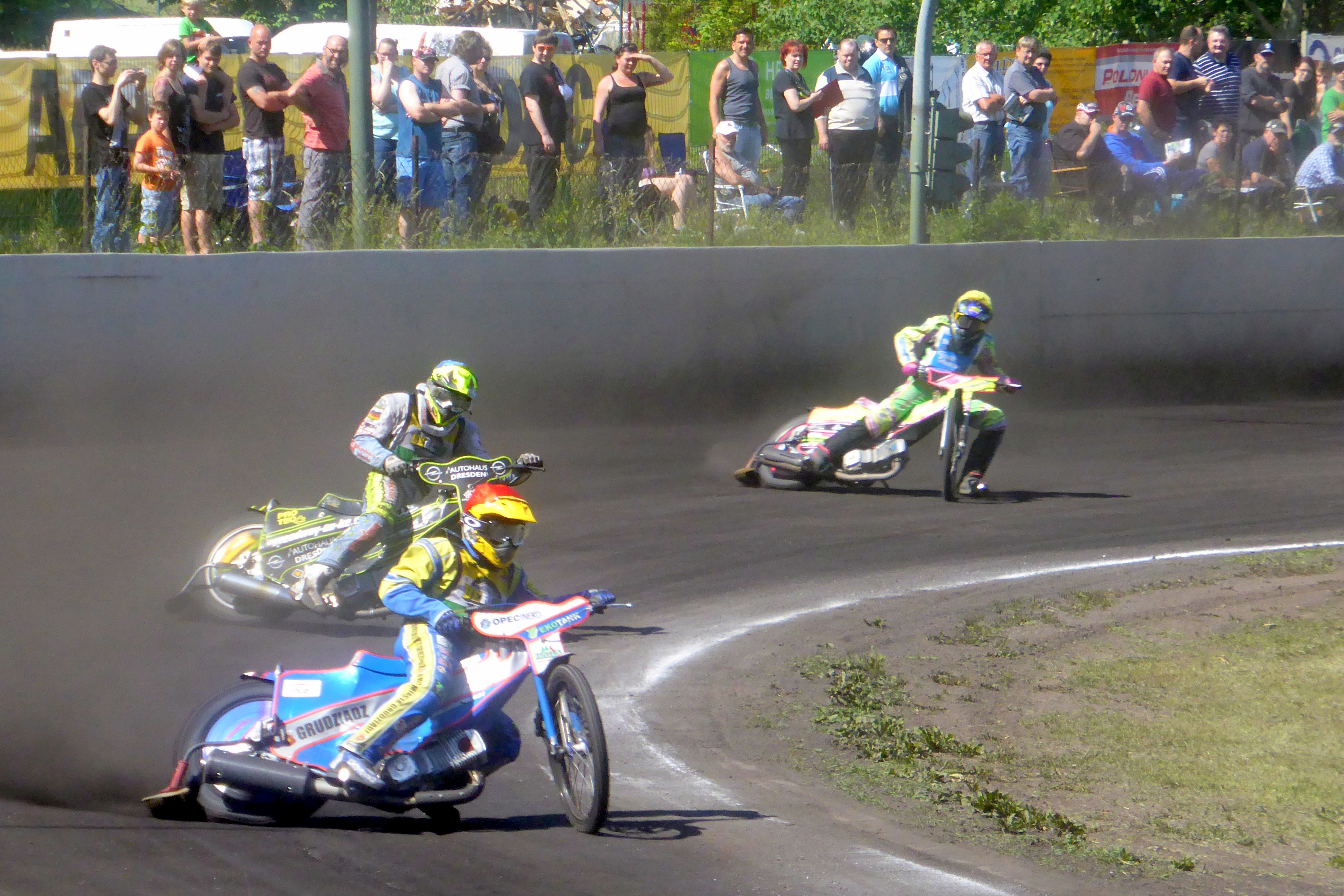
Speedway-Bundesliga 2015: Wolfslake - Stralsund

Speedway Team Wolfslake – niemiecki klub żużlowy z siedzibą w Wolfslake, niedaleko Berlina, występujący w żużlowej Bundeslidze. Trzykrotny srebrny i dwukrotny brązowy medalista tych rozgrywek. Od sezonu 2013 występuje pod nazwą ST Wolfslake Falubaz Berlin.
Powstał w 1980 roku, gdy w Wolfslake zbudowano pierwszy tor żużlowy. W 1993 roku przyjął nazwę ST Wolfslake Berlin. 2 lata później zadebiutował w rozgrywkach ligowych, biorąc udział w niemieckiej Superlidze żużlowej. W 2008 roku zdobył pierwszy medal żużlowej Bundesligi, zajmując 3. miejsce w klasyfikacji końcowej tych zawodów. W latach 2009 i 2011 zdobył srebrne medale Bundesligi, a w 2010 roku medal brązowy. W grudniu 2011 roku wycofał się z dalszego udziału w tych rozgrywkach. W 2012 roku działalność klubu została wznowiona. Od 2013 roku ponownie występuje on w Bundeslidze, a w pierwszym sezonie po powrocie do najwyższej klasy rozgrywkowej zdobył wicemistrzostwo Niemiec.
W marcu 2013 roku ST Wolfslake Berlin podpisał umowę o współpracy z Falubazem Zielona Góra. Na jej mocy przez kolejne cztery lata oba kluby będą ze sobą ściśle współpracować (m.in. w zakresie działań marketingowych mających promować sport żużlowy w Europie), a w barwach ST Wolfslake Berlin w rozgrywkach Bundesligi występować będą mogli żużlowcy Falubazu (z wyjątkiem uczestników cyklu Grand Prix IMŚ na żużlu). Poza tym niemiecki klub zmienił swoją nazwę na ST Wolfslake Falubaz Berlin.